# Saxifraga taygetea
Saxifraga taygetea es una especie de planta alpina del género Saxifraga. Es originaria de Europa.

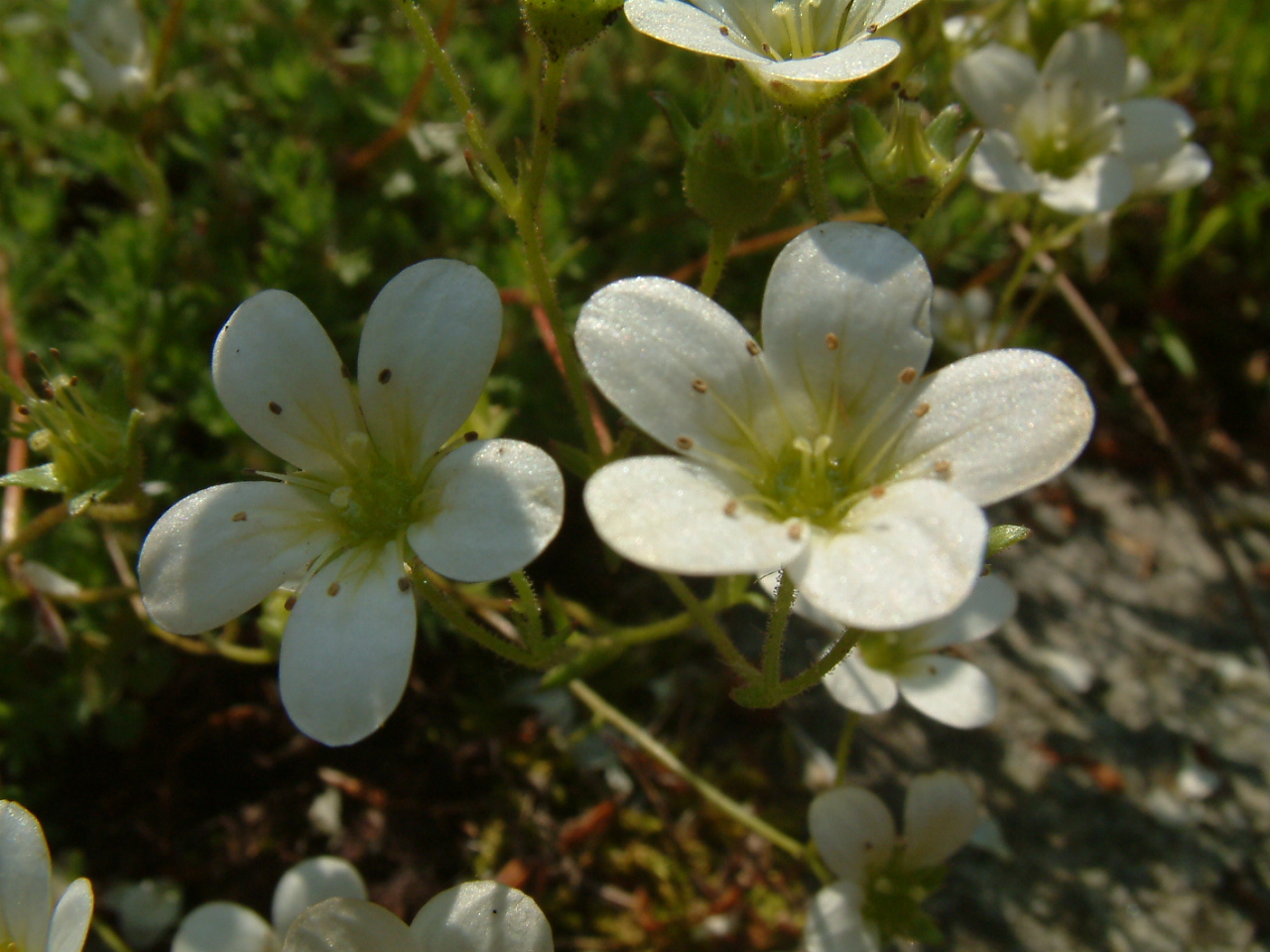
Detalle de la flor

Tiene un cultivar llamado Saxifraga 'Tazetta'

## Taxonomía
Saxifraga taygetea fue descrita por Boiss. & Heldr. y publicado en Diagn. Pl. Orient. 10: 19 1849.
Etimología
Saxifraga: nombre genérico que viene del latín saxum, ("piedra") y frangere, ("romper, quebrar"). Estas plantas se llaman así por su capacidad, según los antiguos, de romper las piedras con sus fuertes raíces. Así lo afirmaba Plinio, por ejemplo.
taygetea: epíteto geográfico que alude a su localización en el Monte Taigeto.
Sinonimia
- Saxifraga geum  Sibth. & Sm.
- Saxifraga olympica  Boiss.[1][2]